# آراره (غذا)
آراره (به ژاپنی: あられ Arare) به معنای برف‌دانه یک نوع تردک در آشپزی ژاپنی است که از برنج چسبناک و سس سویا تهیه می‌شود.

## نگارخانه
- آراره برای فروش
- بادام زمینی آراره و نخود فرنگی واسابی و ماهی خشک
- هینا آراره؛ آنهایی که کوچکترند، شبیه گلوله‌های برفی هستند
- برف‌دانه واقعی، برای مقایسه